# DreamHack Hannover
Die DreamHack Hannover ist die deutsche Plattform der schwedischen DreamHack, des weltweit größten digitalen Festivals. Sie ist die Nachfolgeveranstaltung der 2021 eingestellten DreamHack Leipzig. Seit Dezember 2022 findet sie auf dem Messegelände Hannover statt.

## Beschreibung
Die DreamHack Hannover ist wie die schwedische Mutterveranstaltung ein Event, das mehrere Einzelbereiche umfasst. Es findet im Rahmen der Veranstaltung eine der größten LAN-Partys Deutschlands statt. Darüber hinaus werden E-Sport-Turniere veranstaltet, etwa die Finalserien der deutschen Meisterschaften in den Disziplinen Counter-Strike: Global Offensive und Teamfight Tactics. Der eSport-Bund Deutschland hält auf der Messe den German Esports Summit ab. Außerdem gibt es einen klassischen Messebetrieb mit Ständen von Spiele-Unternehmen und Händlern. Ferner sind auf der Messe Diskussionsrunden zu sehen, die sich mit E-Sport-Themen beschäftigen, etwa Berufschancen oder Gesundheitsmanagement im E-Sport.
Die DreamHack Hannover beschränkt sich nicht auf digitale Inhalte, sondern bietet auch Events rund um Tabletop-Spiele und Cosplay.
Das für Juni 2023 geplante Sommer-Festival wurde aus Mangel an Ausstellern und Sponsoren abgesagt. Im Dezember 2023 soll es eine Winter-Edition geben.

## Sponsoren und Ausrichtung
Partner der DreamHack Hannover sind unter anderem Intel, Spotify und Monster Energy.
Wie die Ursprungsveranstaltung aus dem schwedischen Jönköping hat auch die DreamHack Hannover eine klare Ausrichtung auf den E-Sport und das Gaming.